# Mendidius beluchistanicus
Mendidius beluchistanicus är en skalbaggsart som beskrevs av Rudolph Petrovitz 1962. Mendidius beluchistanicus ingår i släktet Mendidius och familjen Aphodiidae. Inga underarter finns listade i Catalogue of Life.